# Wiebke Schwartau

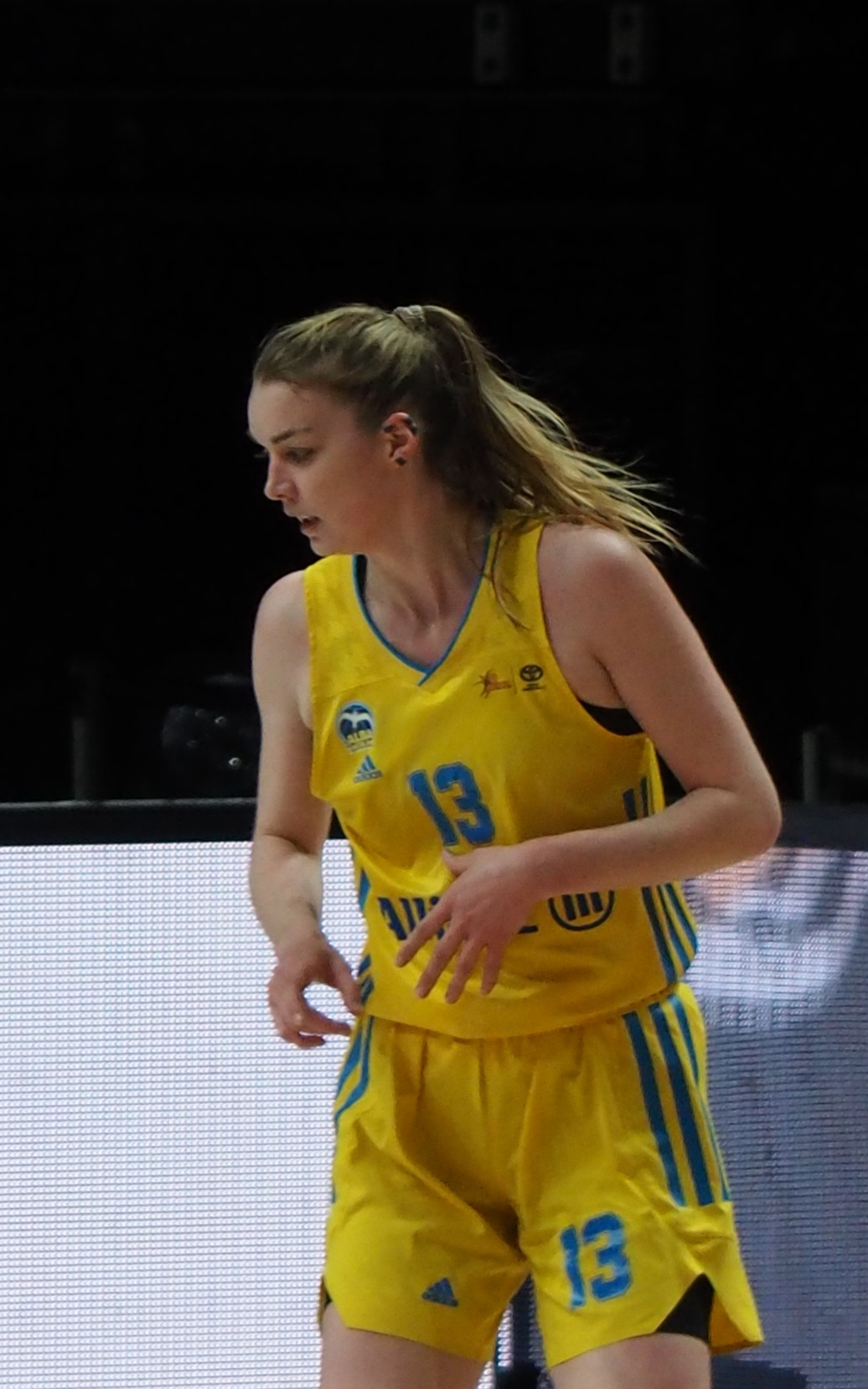
Wiebke Schwartau (2022)

Wiebke Matilda Schwartau (* 27. März 1999 in Berlin) ist eine ehemalige deutsche Basketballspielerin.

## Werdegang
Schwartau wuchs in Eutin auf, sie spielte in der Jugend der BG Ostholstein, dann in der Weiblichen Nachwuchs-Basketball-Bundesliga für die von den Vereinen Ahrensburger TSV und SC Rist Wedel gebildete Spielgemeinschaft Metropolitan Baskets Hamburg.
Die 1,95 Meter große Innenspielerin ging 2017 in die Vereinigten Staaten ans Midland College nach Texas. 2019 wechselte Schwartau nach Maryland an die Towson University. Sie studierte Biologie und Kommunikationswissenschaft und bestritt 31 Spiele für Towson.
Zur Saison 2021/22 kehrte Schwartau nach Deutschland zurück und schloss sich dem Zweitligisten Alba Berlin an, mit dem sie im April 2022 in die 1. Damen-Basketball-Bundesliga aufstieg. Anschließend blieb sie auch in der Bundesliga Mitglied der Berlinerinnen. 2022 nahm Schwartau an der Fernsehsendung Germany’s Next Topmodel teil. 2024 gewann sie mit Berlin den deutschen Meistertitel. Im Anschluss an die Saison 2024/25 zog sich Schwartau aus dem Leistungssport zurück.